# RUNX1
La proteína RUNX1 es un factor de transcripción codificado en humanos por el gen runx1, y se encuentra asociado con un tipo de leucemia, M2 AML. Pertenece a la familia de factores de transcripción relacionados con Runt (RUNX), también llamados factores de unión al core (CBFα). Las proteínas RUNX forman un complejo heterodimérico con CBFβ, lo que confiere una mayor estabilidad y afinidad por el ADN. La expresión de RUNX1 parece correlacionarse con peor pronóstico en pacientes portadoras de cáncer de mama triple negativo.

## Función
RUNX1 parece estar implicado en el desarrollo de la hematopoyesis. Se han asociado determinadas traslocaciones cromosómicas de este gen con varios tipos de leucemia. Existen dos variantes transcripcionales que codifican diferentes isoformas de la proteína. El sitio de unión consenso para CBF ha sido identificado como una secuencia de 7 pares de bases PyGPyGGTPy (donde Py = pirimidina, G = guanina y T = timina).

## Ratones knockout
Embriones de ratón con mutaciones homozigotas en el gen que codifica RUNX1 morían a los 12,5 días. Estos embriones presentaban una total ausencia de hematopoyesis en el hígado fetal.
Experimentos similares llevados a cabo por diferentes grupos de investigación han demostrado que los embriones knockout mueren entre los 11,5 y los 12,5 días debido a hemorragia en el sistema nervioso central (SNC).

## Interacciones
La proteína RUNX1 ha demostrado ser capaz de interaccionar con:
- TLE1[6]
- c-Jun[7][8]
- Receptor de calcitriol[9]
- SUV39H1[10]
- c-Fos[7][8]